# تازة قلعة (بيرانشهر)
تازة قلعة هي قرية في مقاطعة بيرانشهر، إيران. عدد سكان هذه القرية هو 57 في سنة 2006.